# Église Saint-Jean-Baptiste de Sceaux
Pour les articles homonymes, voir Église Saint-Jean-Baptiste.
L'église Saint-Jean-Baptiste est un édifice religieux catholique français de Sceaux (Hauts-de-Seine). Située à l'angle de la rue Houdan et de la rue du Docteur-Berger, elle est inscrite comme monument historique depuis 1929.

## Histoire

### Origines
Au XIIe siècle se trouve à Sceaux - le village dépendait encore de la paroisse de Châtenay - une chapelle dédiée à saint Mammès.

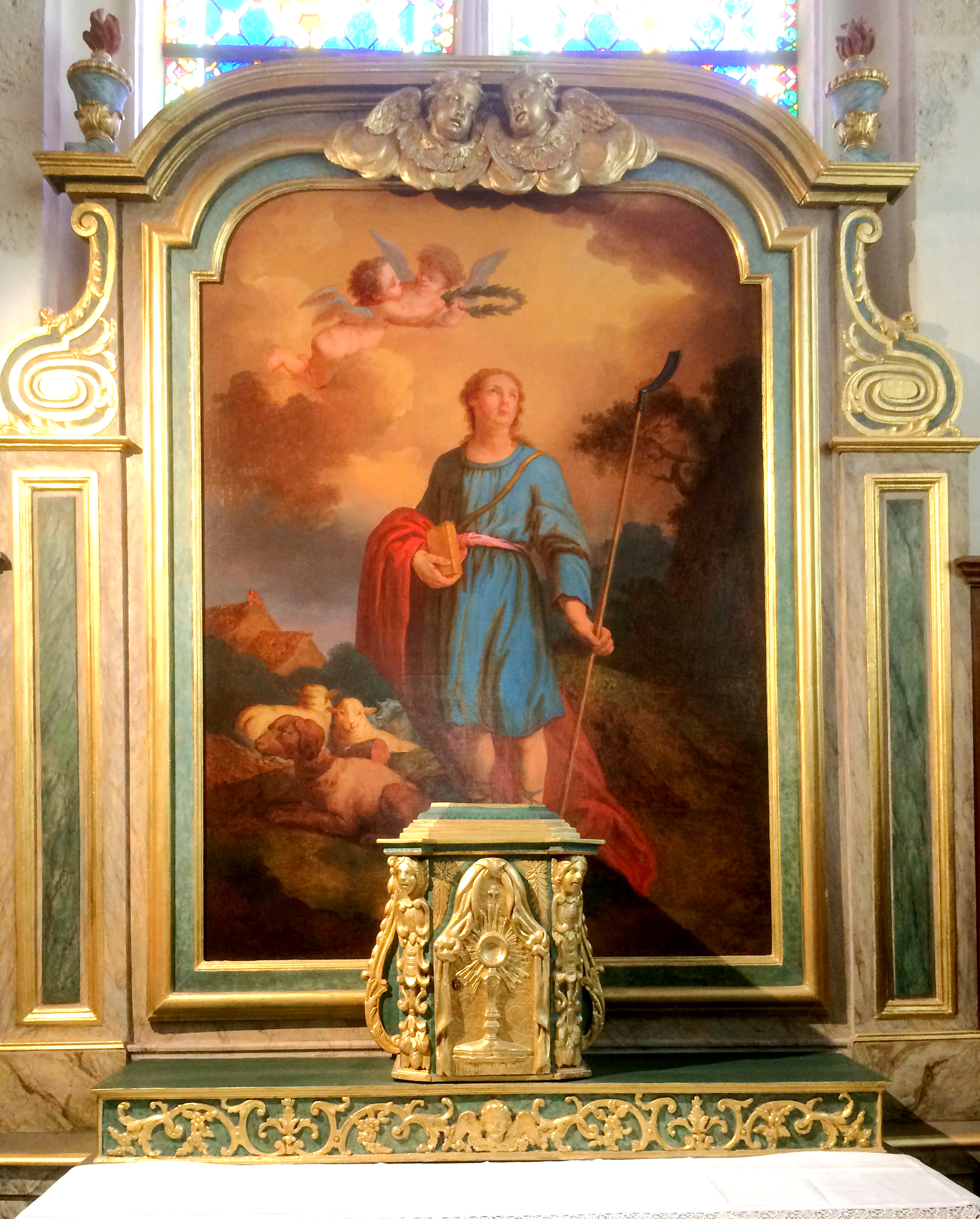
Retable de saint Mammès

Un autel du XVIIIe siècle est toujours consacré à ce saint dans la chapelle latérale droite du fond de l'église. Il comprend le reliquaire sans doute réalisé en 1726 pour le duc du Maine lors du don d'une relique de saint Mammès par le chapitre de Langres. Le retable a peut-être été peint à la même date, et provient lui aussi de la chapelle du château de Sceaux, mais il ne fut donné qu' au début du 19e siècle, par l'acquéreur du château Jean François Lecomte. Saint Mammès y est représenté en berger tenant sa houlette.
Le célèbre maître-verrier Hirsch a également représenté, en 1898-1899, saint Mammès dans un vitrail situé au revers de la façade : le saint martyr est attaché à un poteau, venant d'apprivoiser le lion qui devait le dévorer, tandis que des soldats romains s'enfuient en arrière-plan.
Au début du XIIIe siècle, le village de Sceaux devient paroisse, et à l'emplacement de la chapelle est construite, en 1203, une église dédiée à saint Jean-Baptiste.

### Ancien Régime
L'édifice fut agrandi en 1476 à la demande du seigneur local Jean II Baillet.
À la suite d'un incendie l'ayant endommagée en 1530, elle est partiellement reconstruite en 1545.
Enfin, de 1719 à 1726, le curé Guy-Louis Baudouin fait faire des travaux d'agrandissements et de restaurations des parties anciennes donnant à l'édifice ses proportions actuelles.

### Révolution
Le décret de la Convention du 10 novembre 1793 transforme l'église en temple de la Raison, qui va servir de mairie, de bureau de bienfaisance, de siège de la Société populaire, de raffinerie de salpêtre et d'entrepôt. Pendant cette période, la châsse de saint Mammès et les archives de la fabrique échappent à un incendie volontaire[réf. nécessaire].
L'inscription sur la façade : « Le peuple français reconnaît l'être suprême et l'immortalité de l'âme », date du 22 mai 1794, à partir duquel le bâtiment devient un temple de l'Être suprême. Le 5 juin 1795 (17 prairial an III), l'église est rendue au culte[réf. nécessaire].

### DuXIXeauXXIesiècle

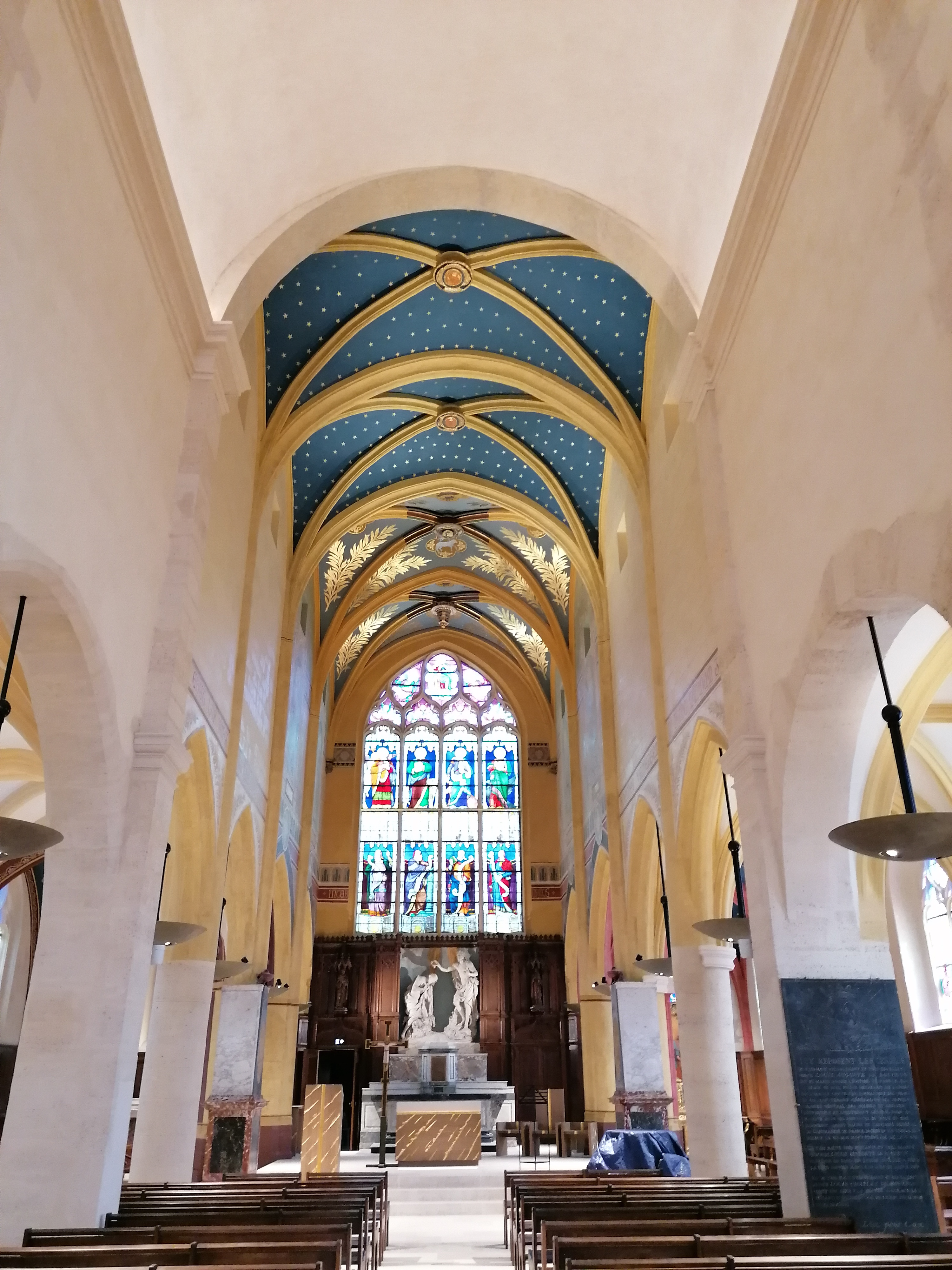
Église de Sceaux restaurée (état en 2023)

Elle bénéficie tout au long du XIXe siècle de travaux d'entretien et d'amélioration, notamment grâce au duc de Trévise. « Démarrés fin 2014 dans le bas-côté nord et les premières travées du chœur, les travaux de restauration de l’église Saint Jean-Baptiste se sont poursuivis avec la deuxième phase du chantier entre 2018 et 2020. Cette deuxième opération a permis notamment la reprise des maçonneries, la restauration du campanile, de la charpente et de la couverture côté sud, ainsi que de l’orgue et des autels anciens, des parements intérieurs du bas-côté sud et de la nef avec leurs décors peints et leurs vitraux. 
L’interruption du chantier lors du confinement du printemps 2020 n’a pas eu d’impact sur le démarrage de la troisième et dernière phase de travaux. Cette troisième opération  entraîne la fermeture complète de l’édifice pour une durée de 13 mois, du 23 novembre 2020 jusqu’à la fin décembre 2021. Les travaux portent sur la restauration de la façade occidentale de l’église ainsi que sur l’ensemble des espaces intérieurs. Au programme :
- restauration des parements extérieurs ;
- travaux de chauffage dans la nef et le chœur ;
- mise en place d’un nouveau dallage en pierre ;
- travaux d’électricité, de mise en lumière et de mise en place d’un système de sécurité incendie ;
- repose des lambris bois restaurés ;
- création d’un sas à l’entrée de l’église ;
- restauration des parements intérieurs et des décors peints ;
- rénovation de l’horloge et révision du beffroi ainsi que du fonctionnement des cloches ;
- restauration de l’orgue et de son buffet (jusqu’à la fin du 1er semestre 2022) ;
- rénovation de la sacristie.

Ce chantier de grande ampleur est rendu nécessaire par l’usure et les fragilités structurelles de cet édifice inscrit à l’inventaire supplémentaire des monuments historiques depuis 1926. Une reconnaissance précoce qui témoigne de l’importance architecturale et patrimoniale de ce monument, propriété de la Ville au titre de la loi de 1905 ».
Dans le cadre de ces travaux de restauration dans la nef et le chœur, la Direction régionale des affaires culturelles (DRAC) d'Île-de-France a ouvert un chantier de fouilles archéologiques qui a permis la découverte des différents états jusqu'au Moyen Âge et des sépultures des XIIIe et XIVe siècles ainsi que des XVIe et XVIIIe siècles, et pour cette dernière période le caveau vide du duc du Maine et de son épouse.
La partie antique du chœur était vraisemblablement en terre battue, recouverte de plâtre sur radier de pierre à la fin du XIVe siècle ou début du XVe siècle avec l'installation d'un mobilier comprenant banquette et autel latéral.

## Mobilier

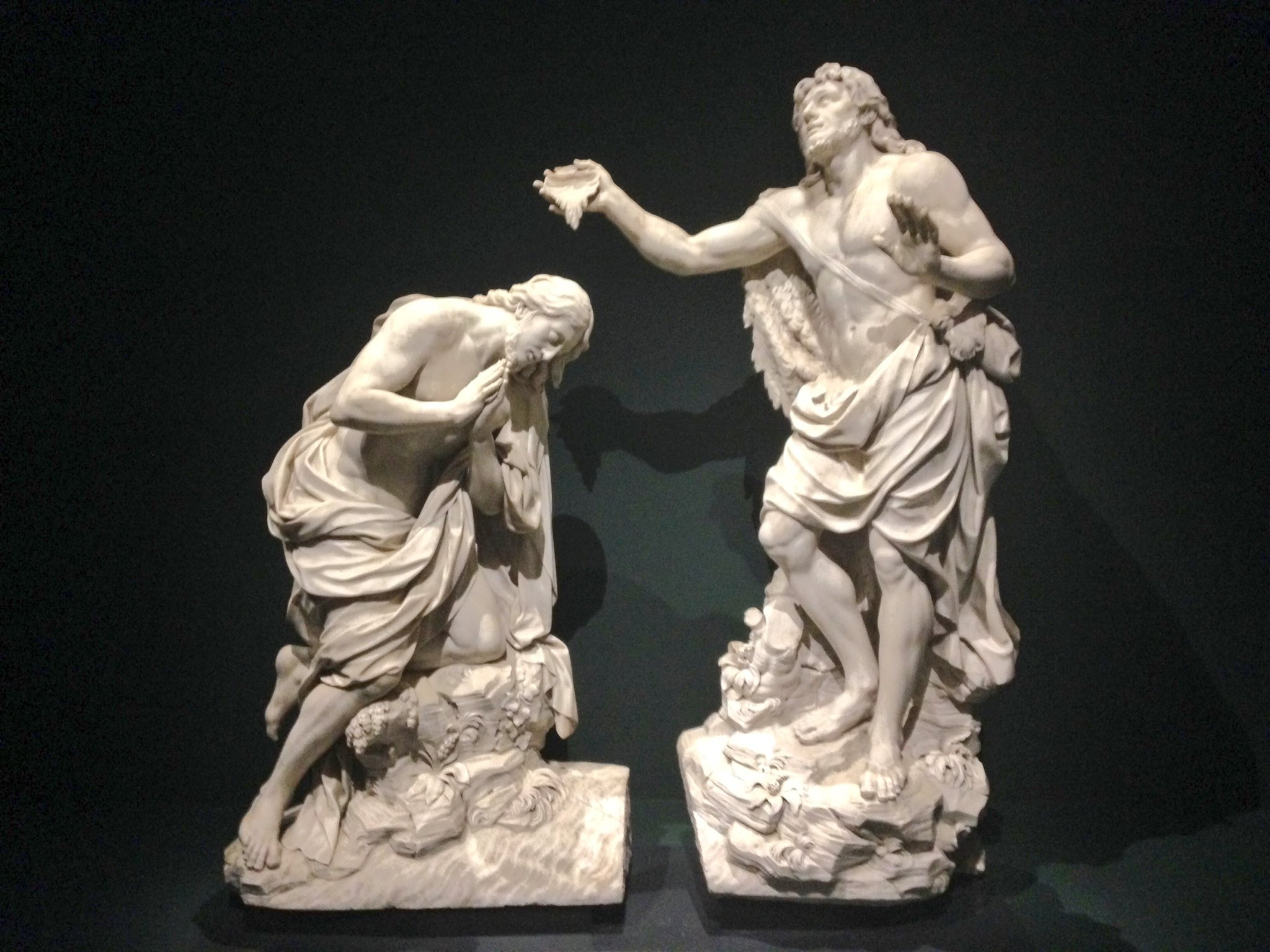
Jean-Baptiste TUBY - Le Baptême de Jésus par saint Jean-Baptiste (réalisé entre 1674 et 1680)

### Sculptures
- Le Baptême de Jésus par saint Jean-Baptiste groupe réalisé par Jean-Baptiste Tuby (1635-1700), d'après un dessin de Charles Le Brun pour orner la chapelle du château du duc du Maine, et finalement remis à l'église paroissiale et placé au-dessus du maître-autel[10].

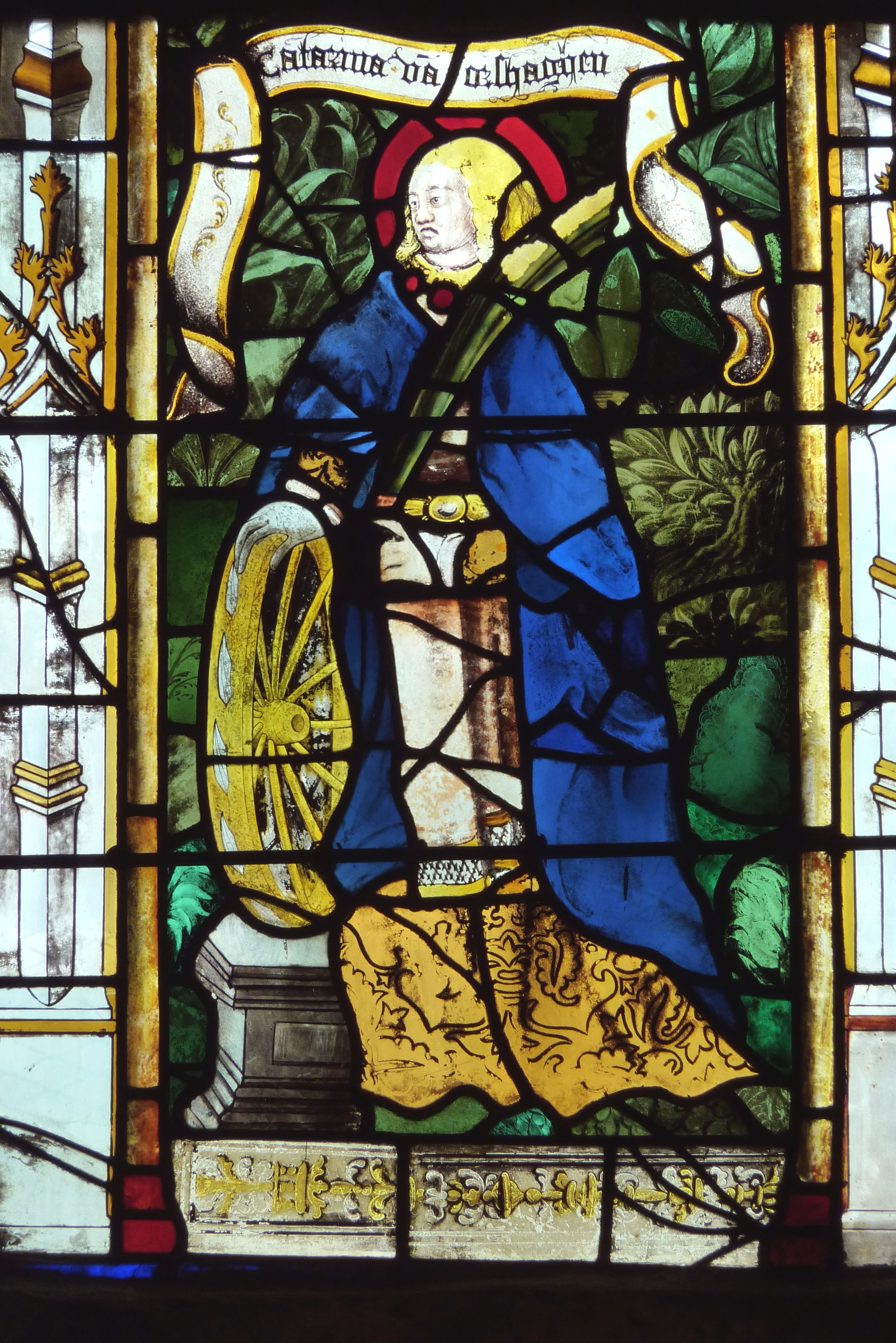
Sainte Catherine tenant sa palme et une roue, instrument de son martyre (XVIe siècle, détail).

### Vitraux
Les vitraux les plus anciens datent du XVIe siècle. Ceux de la nef sont l'œuvre d'Émile Hirsch.

### Orgues
L'église de Sceaux est le lieu d'une notable activité musicale depuis l'époque baroque. La présence au château de la famille de Louis-Auguste de Bourbon, duc du Maine, fils légitimé de Louis XIV et de Madame de Montespan n'y est pas étrangère, car les princes et la cour se déplacent souvent sur le domaine et à la paroisse. 

Le dimanche de Pâques 28 mars 1723, le O filii de Louis Marchand (qui avait succédé en 1708 à Guillaume-Gabriel Nivers dans l'une des charges d'organiste de la chapelle royale de Versailles), est donné par un orchestre dans lequel jouent les enfants de Louis-Auguste de Bourbon, duc du Maine et de son épouse Louise-Bénédicte de Bourbon, à savoir Louis Auguste II de Bourbon, prince de Dombes, au basson et son frère Louis-Charles de Bourbon, comte d'Eu, au violon[réf. nécessaire].

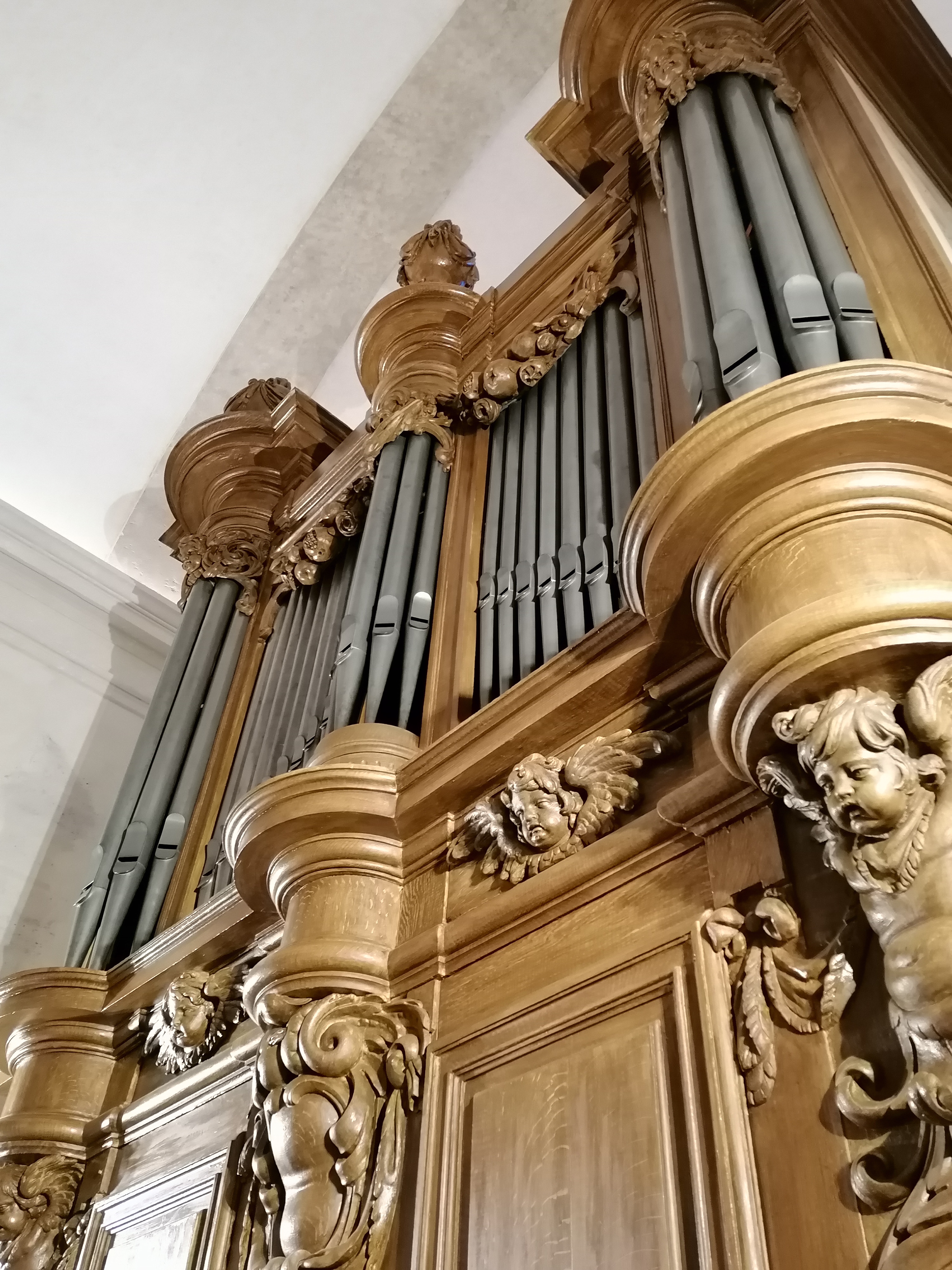
Grand-Orgue restauré de l'église Saint-Jean-Baptiste de Sceaux

L'orgue montre un élégant petit buffet " en 6 pieds " de la fin du XVIIe siècle (peut-être des années 1670-1680), souvent comparé à celui de l'orgue de l'église Saint-Pierre de Montmartre à Paris, bien que ce dernier soit plus ancien plus orné.
L'instrument de Sceaux provient de l'église du couvent Sainte-Catherine-du-Val-des-Écoliers. Quand le couvent fut fermé, en 1767, et son église démolie, en 1777 car menaçant ruine, l'instrument fut racheté par le curé de l'époque, M. du Fraissy, pour la somme de 2 400 livres et installé à la paroisse, sur la tribune actuelle dont le décor est de style Louis XIV, sans pour autant qu'il soit possible d'affirmer qu'elle existait déjà ou qu'elle fut construite pour l'occasion.
L'orgue faillit être détruit pendant la Révolution.
Très endommagé — comme l'église — par des obus français pendant la guerre de 1870, l'instrument est dans un tel état qu'en 1872, la fabrique de la paroisse s'adresse au facteur Aristide Cavaillé-Coll avec qui elle signe, le 20 mai 1873, un contrat de 11 000 francs pour l'installation de 10 jeux dans le buffet ancien, en partie modifié pour l'occasion. L'orgue est livré le 22 décembre 1873 et un contrat annuel d'entretien annuel est signé, pour un montant de 150 francs. Lorsque le facteur Charles Mutin rachète la maison Cavailé-Coll, l'entretien de l'instrument revient au nouveau facteur qui effectue un relevage en 1899.
Le premier ventilateur électrique est installée entre 1905 et 1925 (selon les sources) et un pédalier de 32 notes est installé en 1948 par le facteur Georges Helbig.
Les grands travaux de restauration de 1969-1970, puis de 1977, réalisés par le facteur Beuchet-Debierre redonnent à l'orgue une esthétique plutôt néo-classique[réf. nécessaire] et d'importants travaux ont encore été réalisés en 2014 par le facteur François Delangue.
En 2020, l'orgue de la paroisse de Sceaux possède deux claviers et pédalier. La composition est la suivante :
- Grand-orgue :
  - Bourdon 16' ;
  - Montre 8' ;
  - Flûte harmonique 8' ;
  - Prestant 4' ;
  - Bourdon 8' ;
  - Flûte 4' ;
  - Plein-jeu 4 rangs.
- Récit expressif :
  - Principal 8' ;
  - Principal 4' ;
  - Doublette 2 ;
  - Cymbale 4 rangs ;
  - Sesquialtera 2 rangs ;
  - Hautbois 8' ;
  - Bombarde 16' ;
  - Trompette 8' ;
  - Clairon 4'.
- Pédalier :
  - Soubasse 16' ;
  - Basse 8' ;
  - Flûte 4' ;
  - Bombarde 16' ;
  - Trompette 8' ;
  - Clairon 4'.
- Accouplement grand-orgue/récit ;
- Tirasse grand-orgue ;
- Tirasse récit ;
- Appel d'anches général.

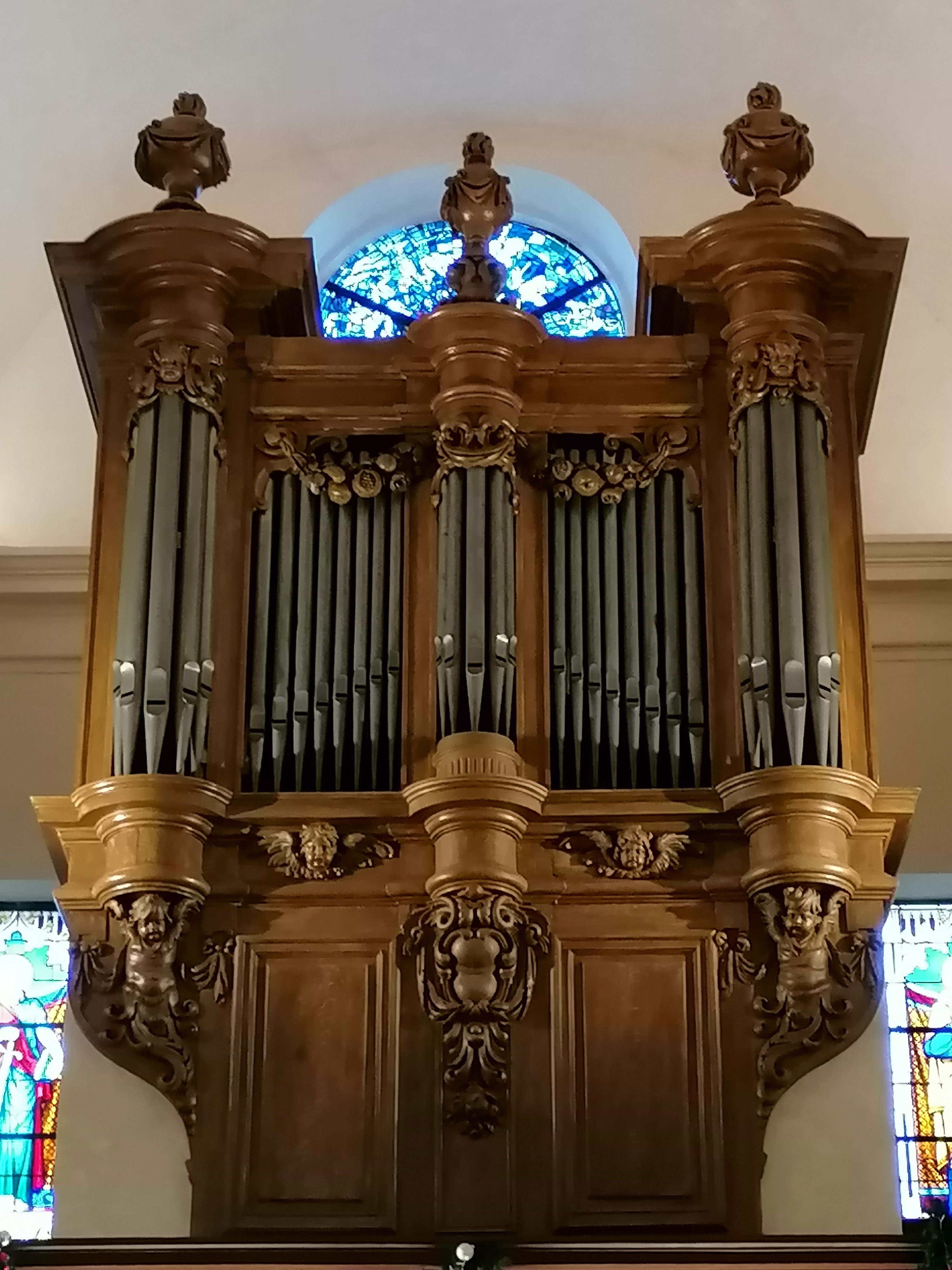
Grand-Orgue restauré (2023) de l'église Saint-Jean-Baptiste de Sceaux

Le dimanche 15 janvier 2023, après plus de deux années de travaux, le grand-orgue de l’église Saint-Jean-Baptiste de Sceaux a été béni par Monseigneur Yvon Aybram, délégué par Monseigneur l’évêque de Nanterre, en présence du Père Jean-Baptiste Alsak, curé, et du clergé de la paroisse, de M. Philippe Laurent, maire de Sceaux et d’une nombreuse assistance de fidèles.

Restauré dans l’atelier de Gwenin l’Haridon et Pauline Freyburger, facteurs d’orgues aux Forges-de-Lanouée (Morbihan), l’instrument a désormais la composition suivante : 2 claviers et pédalier, 15 jeux 
- Grand-orgue :
  - Bourdon 16' ;
  - Montre 8' ;
  - Flûte harmonique 8' ;
  - Prestant 4' ;
  - Bourdon 8' ;
  - Plein-jeu 4 rangs.
- Récit expressif :
  - Principal 8' ;
  - Principal 4' ;
  - Doublette 2 ;
  - Sesquialtera 2 rangs ;
  - Basson-Hautbois 8' ;
  - Trompette 8' ;
- Pédalier :
  - Soubasse 16' ;
  - Basse 8' ;
  - Basson 16' ;
- Accouplement grand-orgue/récit ;
- Tirasse grand-orgue ;
- Tirasse récit ;
- Tremblant
- Appel d'anches Récit

Organistes
- René Bürg (1898-1971), titulaire et Maître de chapelle, lauréat de la Schola Cantorum (1920-1923) ; il fit également plusieurs remplacements à l'orgue de la paroisse Saint-Gilles de Bourg-la-Reine dans les années 1950-1960.
- Christian Gouinguené (né en 1941), titulaire depuis 1968 et dernier Maître de chapelle en titre, élève de Maurice Duruflé (harmonie) et d'Yvonne Desportes (fugue et contrepoint) ; fondateur en 1972 et directeur du conservatoire de Meudon[13].
- Georges Bessonnet (né en 1953), co-titulaire depuis 1973 ; également titulaire du grand-orgue de la maîtrise d'Antony à l'Institution Sainte-Marie[14].
- Philippe Picone (né en 1968)[15], co-titulaire depuis 1995 ; également co-titulaire du grand-orgue historique de la collégiale Notre-Dame de Vernon.